# Orožje prihodnosti
Orožja prihodnosti so za današnji čas napredna orožja. Danes so v uporabi oborožitveni sistemi, ki se zelo razlikujejo od klasičnih:
- Orožje z usmerjeno energijo
- Neubojna orožja